# Автограф (группа)
«Авто́граф» — советская рок-группа, основанная Александром Ситковецким в Москве в 1979 году. «Автограф» был одним из самых популярных исполнителей прогрессив-рока в СССР.

## История

### Ранние годы
Группа «Автограф» была основана 4 мая 1979 г. В первый состав вошёл гитарист группы «Високосное лето» Александр Ситковецкий (гитара, вокал), Леонид Гуткин (бас-гитара, фагот), Леонид Макаревич (клавишные), Андрей Моргунов (ударные). Осенью 1979 года к ним присоединились Крис Кельми (клавишные и вокал, экс-«Високосное Лето») и вокалист Сергей Брутян. Моргунова за ударными вскоре сменил Владимир Якушенко. В этом составе в 1980 году группа приобрела всесоюзную известность, заняв второе место на рок-фестивале в Тбилиси, а также специальную премию за песню «Ирландия. Ольстер» на стихи Маргариты Пушкиной. С группой начинают сотрудничать музыкальные монополисты СССР фирма «Мелодия» и компания Росконцерт. Выпускается мини-пластинка «Автограф» с композициями «Ирландия. Ольстер», «Пристегните ремни безопасности» (I сторона) и «Блюз „Каприз“» (II сторона). Крис Кельми и Владимир Якушенко уходят осенью 1980 года, за ударные на следующие девять лет садится Виктор Михалин. Весной 1982 года вокалист Брутян был вынужден оставить музыку и заняться научной деятельностью (филологией) по требованию своего отца, сотрудника КГБ. Его место занимает 19-летний Артур «Беркут» Михеев, до этого певший в группе «Волшебные сумерки». В этом составе «Автограф» успешно концертирует в СССР и за рубежом.

### Пик популярности
Пик популярности группы пришёлся на 1980-е годы. Объездив с гастролями весь Советский Союз, «Автограф» стал первой советской рок-группой, которая достигла реального коммерческого успеха за границей, выступив в более чем 30 странах мира. Группа проводит туры по социалистическим странам: Чехословакии, ГДР. В Венгрии «Автограф» едет по стране с группой P. Box (1984), в Болгарии выступает почётным гостем на фестивале «Золотой Орфей» (1983), в Польше — на фестивале в Сопоте (1987), где становится лауреатом фестиваля с отдельными призами публики и прессы, и лучшей песней фестиваля «Мир в себе». В 1984 году выходит первый студийный магнитоальбом группы, записанный в студии Мосфильма. Первый полноформатный альбом под названием «Автограф» выходит на «Мелодии» в 1986 году, как и двойной концертный магнитоальбом. 13 июля 1985 года группа, единственная из Восточной Европы, приняла участие во всемирном телеконцерте Live Aid for Africa.
В мае 1986 года «Автограф» вместе с Аллой Пугачёвой и другими звёздами выступает в спорткомплексе «Олимпийский» в благотворительном концерте «Счёт 904» в поддержку ликвидаторов аварии на Чернобыльской АЭС. В 1986 году к группе присоединяются Сергей Мазаев и Руслан Валонен (Дубровин). В июле 1987 года группа выступила в Измайлово на советско-американском концерте-митинге «Наш ход» совместно с Джеймсом Тейлором, Бонни Рэйтт, Владимиром Пресняковым, «The Doobie Brothers», Жанной Бичевской, «Santana» и Надеждой Бабкиной с ансамблем «Русская песня». «Автограф» выступал на бесчисленных международных фестивалях в Англии, Франции, Дании, Австрии, Финляндии, ФРГ и Швейцарии вместе с Джоном Маклафлином, Хэдом Мюрреем, Кенни Роджерсом, Томом Кокрейном, Glass Tiger, Ten Years After, Southside Johny and the Jukes, открывал концерты Chicago в Канаде, работал с продюсером и композитором Дэвидом Фостером в Канаде и Москве. В 86-87 годах группа совершает длительные гастроли по Франции, а до этого — в Финляндии (с, вероятно, наиболее локально популярной финской группой того года Popeda), после чего обе группы дали серию «sold out» концертов в Зелёном Театре Парка Горького в Москве. Ситковецкий делает упор на продвижение группы за рубежом. В январе 1988 года группа впервые въезжает в США. После двух лет работы с американским менеджером Мэри Беккер в 1989-м году группа подписала контракт с бывшим менеджером Фрэнка Заппы Хербом Коэном в Лос-Анджелесе, Калифорния. В 1989 году в Москве выходит альбом «Каменный край».

### Спад популярности и распад группы
В 1989 году «Автограф» проезжает по СССР в рамках совместного тура с «Арией». «Автограф», чья сложная музыка уже вышла из моды, не имеет прежнего успеха. Падающая популярность сказываются на обстановке внутри группы. Леонид Макаревич уходит по состоянию здоровья в конце 1988 года. В конце 1989 года группу покидают Сергей Мазаев и Виктор Михалин. Место последнего занимает Сергей Криницын. 20 февраля 1990 года в Саранске после 1333 выступления Ситковецкий объявил о роспуске «Автографа». По его словам, причиной была усталость от гастролей и творческий тупик. Уже после распада выходит англоязычный альбом и CD-переиздание магнитоальбомов начала 80-х под названием «Автограф-1».
Дебютный американский альбом «Tear Down the Border» на Bizarre Records вышел в 1991-м году с несколько отличающимся по стилю, но, в целом, основанном на «Каменном Крае» материале. Одна из самых популярных песен группы «I Need You» была исполнена Риком Спрингфилдом в блокбастере «Железный орёл 2».

### После распада
Впоследствии Артур Беркут пытался создать группу в 2001 году под названием «Автограф XXI век» с музыкантами группы «Маврин»: Павлом Чиняковым, Александром Мосиняном и женой Артура Оксаной Михеевой. Ему это не удалось, так как авторские права на название группы принадлежали Ситковецкому. В итоге, группа превратилась в сольный проект «Беркут».
В 2005 году «Автограф» на время воссоединился в классическом составе в честь 25-летнего юбилея и провёл тур по городам России, завершившийся триумфальным концертом 23 июня 2005 года в «Олимпийском». Концерт стал первым в истории России с использованием звуковой технологии Live Surround 5.1, был записан на CD и DVD «Автограф. 25 Лет спустя».
В видеообращении 30 марта 2012 года Ситковецкий и Гуткин объявили, что группа готовит издание бокс-сета со всеми альбомами, в который войдёт и материал, не издававшийся ранее. 1 сентября 2012 года «Автограф» выступил в рамках фестиваля «Легенды русского рока» в Зелёном театре Москвы.
7 декабря 2018 года «Автограф» (без Александра Ситковецкого) выступил на дне рождения Сергея Мазаева в Театре Мюзикла. 14 августа 2020 года группа приступила к записи новой песни.
В 2021 году группа выступила в Градском Холле (г. Москва), запись выступления сформировала второй концертный альбом группы «Возвращение легенды».

## Стиль
Стиль «Автографа» разительно отличался от преобладавших тенденций («новой волны» и бардовской песни) в русском роке. Основной упор группа делала не на тексты (многие из которых написаны Маргаритой Пушкиной), а на инструментальное мастерство гитаристов и клавишника. В репертуаре «Автографа» было много чисто инструментальных композиций. По мелодике группа приближалась к советским ВИА, таким как «Земляне», «Зодиак», «Цветы», саундтрекам Эдуарда Артемьева, однако отличалась от них заметно большей тяжестью и сложностью инструментальных партий. Зарубежные издания сравнивали «Автограф» с такими группами, как Yes и Electric Light Orchestra, относя его таким образом к прогрессив-року.

## Дискография

### Студийные альбомы
- 1984 — «Автограф-2»
- 1986 — «Автограф». Общий тираж: 689 639 экз.[7]
- 1989 — «Каменный край». Общий тираж: 162 600 экз.[7] (переиздан в 2005)
- 1991 — «Tear Down the Border»
- 1996 — «Автограф-1» (записи 1980—1982)

### Концертные альбомы
- 2005 — «25 лет спустя»
- 2021 — «Возвращение легенды»

### Синглы
- 1981 — «Ирландия. Ольстер/Пристегните ремни безопасности/Блюз „Каприз“»
- 1985 — «Истина/Монолог»
- 1989 — «Мир в себе»
- 2005 — «Корабль»
- 2020 — «Храни»
- 2021 — «Воскресение»

## Музыканты

### Состав на момент прекращения деятельности
- Александр Ситковецкий — гитара, вокал (1979—1990)
- Леонид Гуткин — бас-гитара (1979—1990)
- Артур Беркут — вокал (1982—1990)
- Руслан Валонен — клавишные (1986—1990)
- Сергей Криницын — ударные (1990, умер в 2021)

Бывшие участники
- Андрей Моргунов — ударные (1979, умер в 2025)
- Крис Кельми — клавишные, вокал (1979—1980; умер в 2019)
- Владимир Якушенко — ударные (1979—1980; умер в 2022 [8])
- Сергей Брутян — вокал (1979—1982)
- Алексей Гагарин — ударные (1985—1986)
- Леонид Макаревич — клавишные (1979—1988)
- Виктор Михалин — ударные (1980—1989)
- Сергей Мазаев — вокал, саксофон (1986—1989)